# التحالف الأمريكي ضد الشيوعية
التحالف الأمريكي ضد الشيوعية كانت مجموعة شبه عسكرية يمينية متطرفة تعمل بشكل رئيسي في كولومبيا بين عامي 1978 و1979.ة ربطت الاتهامات المعاصرة ووثائق السفارة الأمريكية التي رفعت عنها السرية إنشاء وتشغيل هذه المجموعة بأعضاء كتيبة من الجيش الوطني الكولومبي تستخدم اسم Triple A كعلامة.

## المؤسسة
يفصل تقرير صدر عام 1979 من سفارة الولايات المتحدة في بوغوتا كولومبيا أن الجنرال خورخي روبليدو بوليدو وأعضاء كتيبة «شاري سولانو» للاستخبارات ومكافحة التجسس شاركوا بشكل مباشر في إنشاء (AAA). يصف التقرير خطة تهدف إلى «خلق الانطباع بأن التحالف الأمريكي المناهض للشيوعية قد رسخ نفسه في كولومبيا ويستعد لاتخاذ إجراءات عنيفة ضد الشيوعيين المحليين».

## اتهامات وأنشطة
في ديسمبر 1978 قصف التحالف الأمريكي المناهض للشيوعية مقر الحزب الشيوعي الكولومبي، وفي وقت لاحق قصفت صحيفة الحزب الشيوعي فوز بروليتاريا. لم يسفر قصف مقر الحزب الشيوعي عن سقوط ضحايا وفقًا لتقرير سفارة الولايات المتحدة لعام 1979، الذي يصف أنشطة تريبل إيه المعاصرة بأنها «أكثر ملاءمة توصف بأنها حيل قذرة» من انتهاكات حقوق الإنسان.

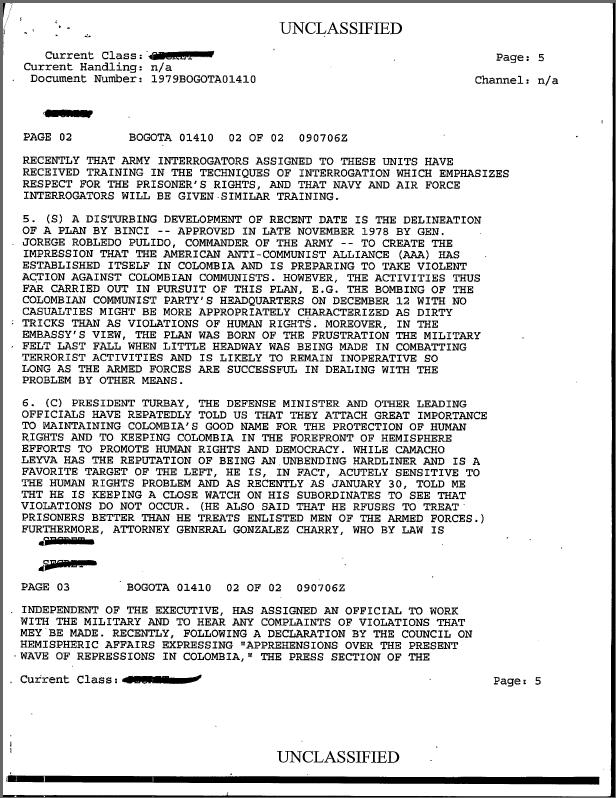
وثيقة السفارة الأمريكية توضح بالتفصيل تشكيل (AAA) تحت إمرة الجيش الوطني الكولومبي.

اتُهم الجيش الوطني الكولومبي بالمشاركة في عدد من التفجيرات والاختطاف والاغتيالات الأخرى ضد اليساريين والانتهاكات ضد معتقلي حرب العصابات بين عامي 1978 و1979. في خطاب مفتوح نشرته صحيفة الديا المكسيكية في 29 نوفمبر 1980 خمسة الأفراد الذين تم تحديدهم على أنهم عسكريون كولومبيون سابقون قاموا بتفصيل عدد من الأنشطة التي نفذها أفراد من الجيش الذين يعملون على شكل (Triple A). ومن بين المتورطين في عملياتها آنذاك الملازم ماريو مونتويا أوريبي الذي كان سيشارك في قصف فوز بروليتاريا، وثم اللفتنانت كولونيل هارولد بيدويا قائد الجيش الوطني الكولومبي الذي كان سيعطي الأوامر للعديد من الأفراد المعنيين.
صدر عام 1992 بعنوان (إرهاب الدولة في كولومبيا) الذي أعده تحالف من مجموعات حقوق الإنسان التي تضمنت حركة السلام الكاثوليكية، كرر الاتهامات الواردة في مقالة صحيفة الديا المكسيكية.

### التقييم الأمريكي
في عام 1999 خلصت وكالة استخبارات الدفاع إلى أنه لا يوجد دليل يدعم الاتهامات المتعلقة بتورط الجنرال ماريو مونتويا أوريبي في (Triple A)، مستشهدة بالمعلومات على أنها «حملة تشهير للمنظمات غير الحكومية تعود إلى 20 عامًا». استغرق هذا الإنكار وضع قبل طلب أرشيف الأمن القومي ورفع السرية عن وثيقة سفارة 1979.